# 昭和町站 (大阪府)
昭和町站（日语：／ Shōwachō eki */?）是位於日本大阪市阿倍野區昭和町，屬於大阪市高速電氣軌道（大阪地下鐵）御堂筋線的鐵路車站。車站編號是M24。

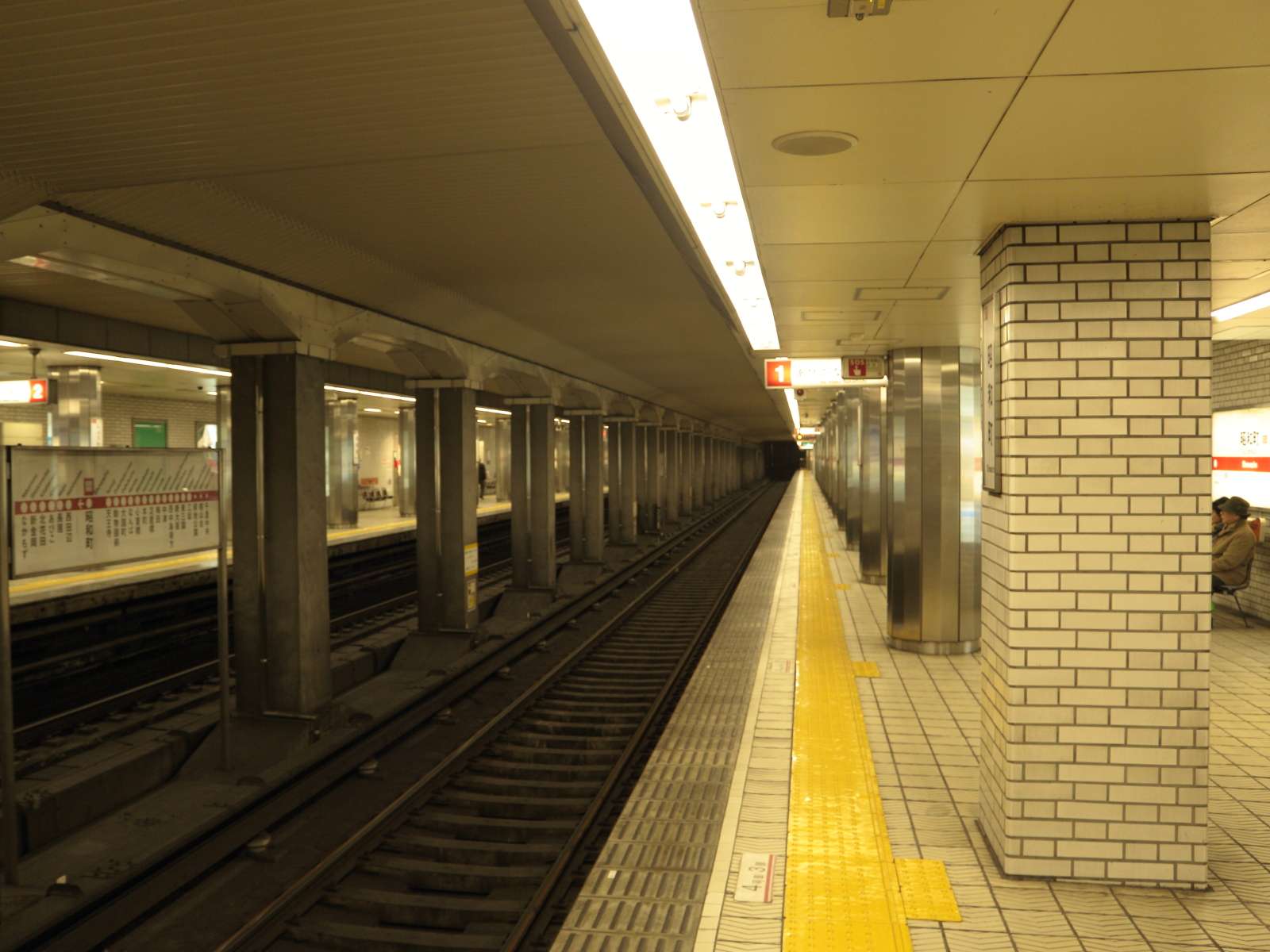
月台(2015年12月)

## 車站構造
本站為對向式2面2線月台的地底車站。

### 月台配置
| 月台 | 路線     | 目的地                   |
| ---- | -------- | ------------------------ |
| 1    | 御堂筋線 | 我孫子、中百舌鳥方向     |
| 2    | 御堂筋線 | 難波、梅田、箕面萱野方向 |

## 利用狀況
2018年11月13日1日上下車人次為25,001人（上車人次：12,569人，下車人次：12,432人）。御堂筋線次於新金岡站、西田邊站，上下車人次排行第3少。
| 年度   | 調查日   | 上車人次 | 下車人次 | 上下車人次 |
| ------ | -------- | -------- | -------- | ---------- |
| 1998年 | 11月10日 | 11,129   | 10,986   | 22,115     |
| 2007年 | 11月13日 | 11,265   | 10,823   | 22,088     |
| 2008年 | 11月11日 | 11,341   | 11,110   | 22,451     |
| 2009年 | 11月10日 | 11,107   | 10,785   | 21,892     |
| 2010年 | 11月09日 | 11,316   | 11,107   | 22,423     |
| 2011年 | 11月08日 | 11,532   | 11,209   | 22,741     |
| 2012年 | 11月13日 | 11,662   | 11,352   | 23,014     |
| 2013年 | 11月19日 | 11,912   | 11,539   | 23,451     |
| 2014年 | 11月11日 | 11,820   | 11,608   | 23,428     |
| 2015年 | 11月17日 | 12,454   | 12,178   | 24,632     |
| 2016年 | 11月08日 | 12,259   | 12,023   | 24,282     |
| 2017年 | 11月14日 | 12,713   | 12,509   | 25,222     |
| 2018年 | 11月13日 | 12,569   | 12,432   | 25,001     |

## 車站周邊

### 政府机构
- 阿倍野税务局
- 阿倍野邮局

### 学校
- 大阪市立工藝高等學校
- 大阪市立第二工芸高等学校
- 大阪府立阿倍野高等学校
- 明净学院高等学校
- 大阪市立苗代小学
- 大阪市立阿倍野小学
- 大阪市立阿倍野中学
- 大阪市立昭和中学

### 金融机构
- 池田泉州银行昭和町支行
- 第三银行昭和町支行
- 大阪市信用金库阿倍野支行
- 尼崎信用金库昭和町支行

## 相鄰車站
大阪市高速電氣軌道（大阪地下鐵）
 御堂筋線
天王寺（M23）－昭和町（M24）－西田邊（M25）

## 外部連結
- 車站Guide：昭和町 - Osaka Metro

34°38′0.81″N 135°31′1.07″E / 34.6335583°N 135.5169639°E